# 聖マルコ聖堂 (ウートン)
聖マルコ聖堂（せいマルコせいどう）は、ウートンブリッジに位置するイングランド国教会の教会である。

## 歴史
1909年に遡るこの教会は建築家のパーシー・ストーンが設計した。
サウサンプトン主教区主教のジェームズ・マッカーサーが礎石を置いた。建設業者であるジェンキンス社はクアール修道院も建設している。この建物は1909年8月29日に奉納された。
この教会は第二次世界大戦時に損害を受けた後に閉鎖された。教区の人口が急速に増加した1970年にポーツマス主教区主教のジョン・ヘンリー・ローレンス・フィリップスによって再奉納されるまで使用されなかった。

## 小教区
この教会はセント・エドムント教会と同じ小教区にある。